# Acción Femenina (Chile)
Acción Femenina fue una revista feminista chilena, publicada entre 1922 y 1939 por el Partido Cívico Femenino.

## Historia
Esta publicación surgió en 1922 al alero del Partido Cívico Femenino, una importante organización feminista de la primera mitad del siglo XX. La institución, que a pesar de su denominación nunca actuó como partido político, fue presidida por Ester de Rivas Sanhueza y su objetivo fue ejercer presión para obtener reformas legales que abolieran la subordinación de las mujeres en los distintos ámbitos de la vida.
El sufragio femenino universal, el divorcio y el trabajo femenino, fueron materias relevantes en la publicación. Como órgano oficial de esta institución, Acción Femenina tuvo una prolongada existencia experimentando una transición a una línea de colaboración americanista en la década de 1930, ausente en la década anterior. Se editó mensualmente y fue dirigida, en una primera fase, por César Sanhueza y Graciela Mandujano; posteriormente, Amanda Labarca asumió esa función. Si bien la revista tuvo un tenor eminentemente político, también dio cabida a tópicos tradicionales de las publicaciones orientadas a las mujeres, como, por ejemplo, la moda.